# Electron platyrhynchum
El momoto picoancho (Electron platyrhynchum) es una especie de ave coraciiforme de la familia de los momotos (Momotidae). Se distribuye por las selvas tropicales de la cuenca amazónica, del norte de Sudamérica y de Centroamérica, más concretamente en Bolivia, Brasil, Colombia, Costa Rica, Ecuador, Honduras, Nicaragua, Panamá y el Perú. 

## Taxonomía
Tiene descritas seis subespecies, divididas en dos grupos:
- Grupo platyrhynchum

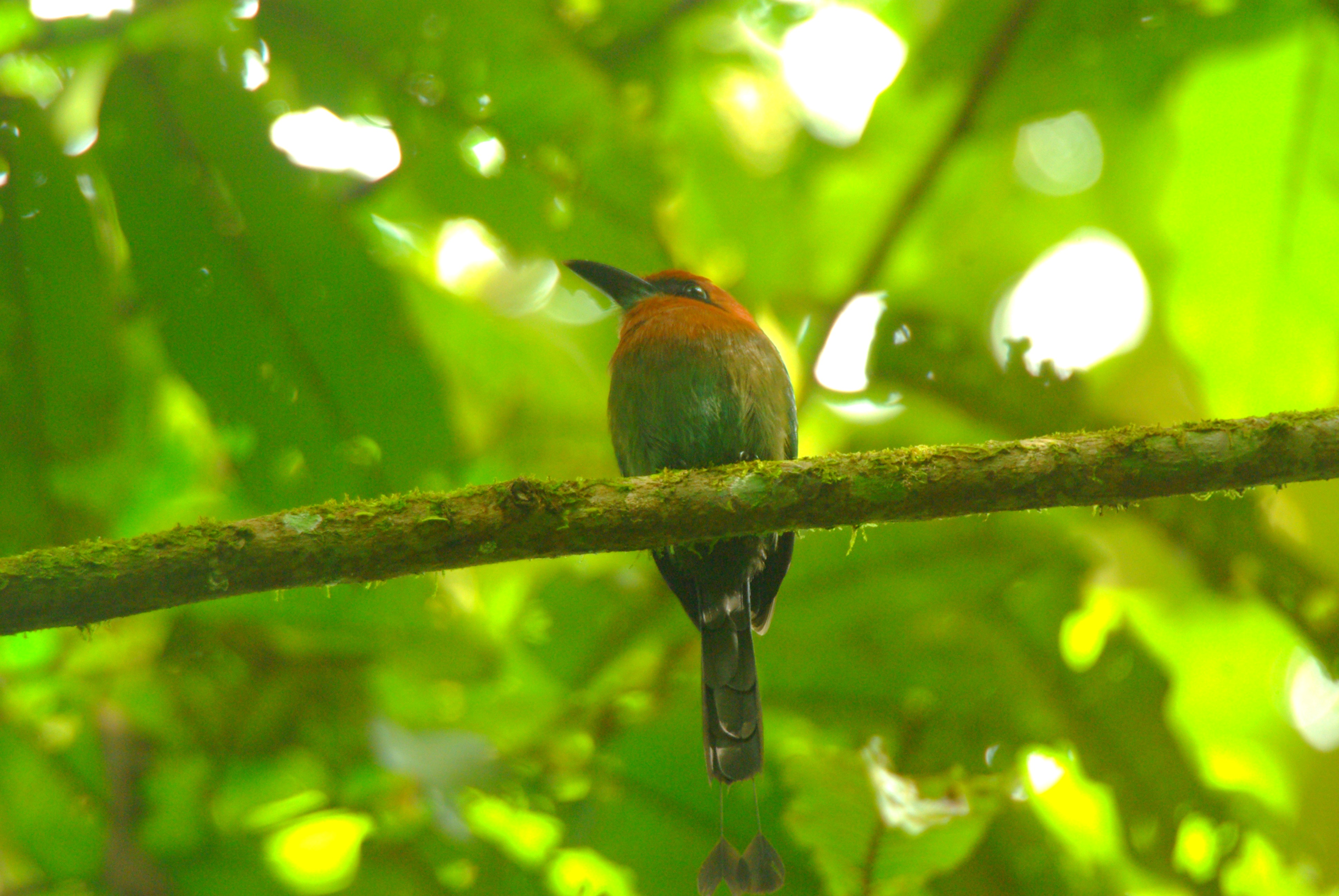
Electron platyrhynchum minus, La Selva, Costa Rica

  - E. p. minus (Hartert, 1898) - Desde el norte de Colombia al este de Honduras.
  - E. p. platyrhynchum (Leadbeater, 1829) - Oeste de Colombia y oeste de Ecuador.
  - E. p. colombianum Meyer de Schauensee, 1950 - Norte de Colombia.
- Grupo pyrrholaemum
  - E. p. pyrrholaemum (Berlepsch & Stolzmann, 1902) - Zonas orientales amazónicas de Colombia, Ecuador y Perú, y norte de Bolivia.
  - E. p. orienticola Oberholser, 1920 - Oeste de Brasil (región del Río Purús).
  - E. p. chlorophrys Ribeiro, 1931 - Brasil: Mato Grosso, Pará y Goiás)

## Descripción
Es un ave de tamaño medio, mide entre 33 y 35,5 cm. Su plumaje es llamativo, la cabeza, el cuello y el pecho son naranjas; por encima es verdusco; y el vientre, el mentón y la cola son de color verde azulado. Presenta un antifaz negro en la cara, y una mancha, también negra, en el pecho. Su cola es muy larga y fina, terminada en algunas subespecies en dos raquetas. Su pico es ancho y plano.
Su canto es bastante nasal, lo emite en largos intervalos; aunque también en ocasiones lo acelera.